# Judô nos Jogos Pan-Americanos de 1991
As competições de judô nos Jogos Pan-Americanos de 1991 foram realizadas em Havana, Cuba. Esta foi a sétima edição do esporte nos Jogos Pan-Americanos, de 8 a 11 de agosto. Houve dezoito competições, sendo nove masculinas e nove femininas.

## Medalhistas

### Masculino
| Evento           | Ouro                                | Prata                                   | Bronze                                                          |
| ---------------- | ----------------------------------- | --------------------------------------- | --------------------------------------------------------------- |
| Até 56 kg        | Luis Martínez Rosado · Porto Rico   | Clifton Sunada · Estados Unidos         | Sumio Tsujimoto · Brasil · Willis García · Venezuela            |
| Até 60 kg        | Shigueto Yamasaki · Brasil          | Ewan Beaton · Canadá                    | Israel Hernández Planas · Cuba · Edward Liddie · Estados Unidos |
| Até 65 kg        | Francisco Morales Vivas · Argentina | Jean-Pierre Cantin · Canadá             | Pablo Hernández Manrique · Cuba · Jimmy Pedro · Estados Unidos  |
| Até 71 kg        | Mario González Aguilera · México    | Sérgio Souza Oliveira · Brasil          | Dan Hatano · Estados Unidos · Ismael Borboña Luputey · Cuba     |
| Até 78 kg        | Jason Morris · Estados Unidos       | Armando Maldonado · Cuba                | Renato Dagnino · Brasil · Gastón García · Argentina             |
| Até 86 kg        | Joseph Wanag · Estados Unidos       | José Veras Reyes · República Dominicana | Andrés Franco Ramos · Cuba · Hermate Souffrant · Haiti          |
| Até 95 kg        | Belarmino Salgado · Cuba            | Leo White · Estados Unidos              | Jorge Aguirre Wardi · Argentina · Charles Griffith · Venezuela  |
| Mais de 95 kg    | Frank Moreno García · Cuba          | Orlando Baccino · Argentina             | James Bacon · Estados Unidos · Frederico Flexa · Brasil         |
| Categoria aberta | Jorge Fiz Castro · Cuba             | Christophe Leininger · Estados Unidos   | Orlando Baccino · Argentina · Charles Griffith · Venezuela      |

### Feminino
| Evento           | Ouro                               | Prata                                       | Bronze                                                                 |
| ---------------- | ---------------------------------- | ------------------------------------------- | ---------------------------------------------------------------------- |
| Até 45 kg        | Mabel Fonseca Ramírez · Cuba       | Cathy Lee · Estados Unidos                  | Cristina Souza · Brasil · María Villapol · Venezuela                   |
| Até 48 kg        | Legna Verdecia Rodríguez · Cuba    | Valerie Gotay · Estados Unidos              | Brigitte Lastrade · Canadá · Monica Angelucci · Brasil                 |
| Até 52 kg        | Maritza Pérez Cárdenas · Cuba      | Patricia Bevilacqua · Brasil                | Carolina Mariani · Argentina · Lisa Boscarino · Porto Rico             |
| Até 56 kg        | Kate Donahoo · Estados Unidos      | Altagracia Contreras · República Dominicana | Kenia Rodríguez · Cuba · Maniliz Segarra · Porto Rico                  |
| Até 61 kg        | Ileana Beltrán Zulueta · Cuba      | Lynn Roethke · Estados Unidos               | Eleucadia Vargas · República Dominicana · Xiomara Griffith · Venezuela |
| Até 66 kg        | Odalys Revé Jimenéz · Cuba         | Laura Martinel · Argentina                  | Francis Gómez · Venezuela · Liliko Ogasawara · Estados Unidos          |
| Até 72 kg        | Niurka Moreno · Cuba               | María Cangá · Equador                       | Tammy Hensley · Estados Unidos · Alison Webb · Canadá                  |
| Mais de 72 kg    | Estela Rodríguez Villanueva · Cuba | Nilmari Santini · Porto Rico                | Edilene Andrade · Brasil · Jane Patterson · Canadá                     |
| Categoria aberta | Estela Rodríguez Villanueva · Cuba | Nilmari Santini · Porto Rico                | Soraia André · Brasil · Jane Patterson · Canadá                        |

## Quadro de medalhas
| Posição | Nação                    |    |    |    | Total |
| ------- | ------------------------ | -- | -- | -- | ----- |
| 1       | CUB Cuba                 | 11 | 1  | 5  | 17    |
| 2       | USA Estados Unidos       | 3  | 6  | 6  | 13    |
| 3       | BRA Brasil               | 1  | 2  | 7  | 10    |
| 4       | ARG Argentina            | 1  | 2  | 4  | 7     |
| 5       | PUR Porto Rico           | 1  | 2  | 2  | 5     |
| 6       | MEX México               | 1  | 0  | 0  | 1     |
| 7       | CAN Canadá               | 0  | 2  | 4  | 6     |
| 8       | DOM República Dominicana | 0  | 2  | 1  | 3     |
| 9       | ECU Equador              | 0  | 1  | 0  | 1     |
| 10      | VEN Venezuela            | 0  | 0  | 6  | 6     |
| 11      | HAI Haiti                | 0  | 0  | 1  | 1     |
| Total   | Total                    | 18 | 18 | 36 | 72    |